# Терапевтическая гипотермия
Иску́сственная гипотерми́я, или терапевтическая гипотермия — лечебное воздействие на температуру тела пациента

## Описание
Гипотермия применяется с целью снижению риска ишемического и гипоксического повреждения тканей после периода недостаточного кровоснабжения. Периоды недостаточного кровоснабжения могут возникать в результате остановки сердца или закупорки артерии при эмболиях, как это обычно происходит при инсульте. Лечебную (терапевтическую) гипотермию можно осуществлять инвазивными методами, при которых специальный теплообменный катетер вводят в полую нижнюю вену пациента через бедренную вену, или неинвазивными методами, в которых обычно используют охлаждаемое водой одеяло или жилет на торс и аппликаторы на ноги, находящиеся в непосредственном контакте с кожей пациента. Как показали исследования, пациенты с риском ишемического поражения головного мозга имеют лучшие неврологические исходы при использовании лечебной гипотермии.
Также гипотермия используется в токсикологии для стимуляции естественных процессов детоксикации.

## История возникновения
Гипотермию как лечебный метод используют ещё с античных времен. Греческий врач Гиппократ (вероятно, единственный в мире врач древности, взгляды которого поддерживаются и в современности) рекомендовал обкладывание раненых солдат снегом и льдом. Хирург Наполеона барон Доминик Ларрей письменно свидетельствовал, что раненые офицеры, которых держали ближе к огню, реже выживали после тяжёлых ранений, нежели пехотинцы, не слишком изнеженные такой заботой. В новые времена первая медицинская статья, посвящённая гипотермии, была опубликована в 1945 г. Это исследование уделяло основное внимание влиянию гипотермии на пациентов, страдающих от тяжёлых травм головы.
В 1950-е годы гипотермия нашла первое медицинское применение для создания бескровного хирургического поля при операции по поводу внутричерепной аневризмы. Большинство первых исследований уделяло основное внимание применению глубокой гипотермии с температурой тела в интервале 20–25 °C (68–77  Ф). Такое крайнее снижение температуры тела порождало сонм побочных эффектов, что делало непрактичным использование глубокой гипотермии в большинстве клинических ситуаций.
В этот же период появились также отдельные исследования более мягких форм терапевтической гипотермии с умеренным снижением температуры тела до интервала 32–34 °C (90–93 °Ф). В 1950-е годы доктор Росомофф продемонстрировал на собаках положительный эффект умеренной гипотермии после ишемии головного мозга и травматического поражения головного мозга. Проведённые в 1980-е годы дополнительные исследования на животных показали способность умеренной гипотермии играть роль общей нейрозащиты после блокады кровотока к головному мозгу. Эти полученные на животных данные были подтверждены двумя основополагающими исследованиями на людях, которые были одновременно опубликованы в 2002 г. в New England Journal of Medicine. Оба исследования, одно из которых было проведено в Европе, а другое в Австралии, продемонстрировали положительный эффект умеренной гипотермии после остановки сердца. Откликаясь на эти исследования, в 2003 г. Американская ассоциация кардиологии (AHA) и Международный комитет по связям в области реанимации (ILCOR) санкционировали использование лечебной гипотермии после остановки сердца. Сегодня все большее число клиник по всему миру пользуются руководствами AHA и ILCOR и включили гипотермическое лечение в стандартный пакет мер ухода за пациентами, страдающими от остановки сердца. Некоторые исследователи пошли ещё дальше и утверждают, что гипотермия обеспечивает лучшую нейрозащиту после блокады кровотока к головному мозгу, чем медикаментозные методы.

## Типы ишемических повреждений, при которых эффективно используется терапевтическая гипотермия
Типы патологических состояний, которые удается эффективно лечить с помощью гипотермии, распадаются на пять категорий:
1. Лечение с помощью гипотермии энцефалопатии новорождённых,
2. Лечение остановки сердца,
3. Лечение ишемического инсульта,
4. Лечение травматических поражений головного или спинного мозга без лихорадки
5. И то же самое с нейрогенной лихорадкой после травмы головного мозга.

### Лечение с помощью гипотермии энцефалопатии новорождённых
Было установлено, что лечение энцефалопатии новорождённых с помощью гипотермии улучшает исходы для новорождённых младенцев с перинатальной гипоксией и ишемией, гипоксической ишемической энцефалопатией или асфиксией при рождении. Охлаждение всего тела или только головы до 33-34 oC, начатое в пределах 6 часов после рождения и продолжающееся в течение 72 часов, существенное снижает смертность и уменьшает корковый паралич и неврологические расстройства у выживших пациентов. Данные об этом методе лечения и его история описаны более подробно на связанной странице "Лечение с помощью гипотермии энцефалопатии новорождённых".

### Лечение остановки сердца
Данные по нейрозащитным свойствам гипотермии после остановки сердца лучше всего суммированы в двух исследованиях, опубликованных в New England Journal of Medicine. Первое из этих исследований, проведённое в Европе, уделяет основное внимание людям, которые были реанимированы через 5-15 минут после коллапса. У участвовавших в этом исследовании пациентов происходило спонтанное восстановление кровообращения (ROSC) в среднем через 22 минуты (группа с нормотермией) и 21 минуту (группа с гипотермией). Гипотермию начинали в пределах 105 минут после ROSC. Затем испытуемых охлаждали в течение 24 часов до конечной температуры в 32–34 °C (90–93 °F). У 55 % из 137 пациентов в группе с гипотермией это положительно влияло на исход в сравнении только с 39 % в группе, которая получала стандартное лечение после реанимации. Необходимо отметить, что существенной разницы в осложнениях между этими двумя группами не наблюдали. Эти данные получили подтверждение в другом, проводившемся аналогичным образом исследовании, которые было одновременно предпринято в Австралии. В этом исследовании для 49 % пациентов, получавших лечение с помощью гипотермии после остановки сердца, был благоприятный исход в сравнении только с 26 % получавших стандартное лечение.
В одном отчете полагают, что из 300 000 американцев в год, у которых происходит остановка сердца, меньше 10 % выживает "достаточно долго, чтобы выписаться из клиники", несмотря на все большее применение таких мер, как "более быстрая неотложная помощь, размещение автоматизированных дефибрилляторов в аэропортах и других общественных местах и улучшение техники сердечно-лёгочной реанимации". Но из 140 пациентов, лечившихся с 2006 г. в Кардиологическом институте Миннеаполиса, 52 % выжило за счёт применения лечебной гипотермии.

### Лечение инсульта
Большинство данных, посвящённых эффективности гипотермии для лечения инсульта, ограничено исследованиями на животных. Эти исследования уделяли основное внимание ишемическому инсульту, в отличие от геморрагического инсульта, поскольку гипотермия приводит к снижению порога коагуляции. В этих исследованиях на животных гипотермия оказалась эффективным нейрозащитным средством. Обнаружили, что применение гипотермии для контроля внутричерепного давления (ICP) после ишемического инсульта оказывается одновременно безопасным и целесообразным. В 2008 г. было показано, что длительная гипотермия, вызванная низкими дозами сероводорода, который служит слабым и обратимым ингибитором окислительного фосфорилирования, снижает степень повреждения головного мозга у крыс, вызванного ишемическим инсультом.

### Лечение травматических поражений головного и спинного мозга
Исследования на животных показали  все выгоды лечения гипотермией при травматических поражениях ЦНС. Клинические результаты дали противоречивые результаты для оптимальной температуры и задержки охлаждения. Полагают, что доведение температуры лечения до 33 °С предотвращает вторичное неврологическое поражение после тяжёлой травмы ЦНС. Правительства Австралии и Новой Зеландии субсидировали начатое в 2010 г. исследование, в котором 512 пациентов, отобранных с помощью случайной выборки, охлаждали и постепенно согревали после травматического поражения головного мозга, а отобранной с помощью случайной выборки второй группе проводили стандартное лечение без охлаждения и постепенного согревания. Это Полярное исследование проводится Группой клинических испытаний Общества интенсивной терапии Австралии и Новой Зеландии.

### Лечение нейрогенной лихорадки
По одному из исследований, повышение температуры тела тесно коррелирует с продлением пребывания в Отделении интенсивной терапии пациентов, страдающих от ишемического поражения головного мозга или травмы головного мозга. Более того, другие исследования показали, что у пациентов Отделения интенсивной терапии, имеющих травму головного мозга или ишемическое поражение головного мозга в сочетании с лихорадкой, уровень смертности на 14 % выше, чем у нормотермических пациентов. Борьба с лихорадкой с помощью методов снижения температуры оказывается критическим моментом для лечения пациентов с инсультом.

## Механизм нейрозащиты при гипотермии
В самых первых обоснованиях роли гипотермии как нейрозащитного средства исследователи уделяли основное внимание замедлению клеточного обмена в результате снижения температуры тела. При падении температуры на каждый градус Цельсия клеточный обмен замедляется на 5-7 %. Соответственно, в большинстве ранних гипотез полагали, что гипотермия снижает вредное влияние ишемии за счёт уменьшения потребности организма в кислороде. Первоначальный упор на клеточный обмен объясняет, что прежние исследования почти исключительно уделяли внимание применению глубокой гипотермии, поскольку исследователи полагали, что лечебное действие гипотермии напрямую связано со степень снижения температуры.
Более поздние данные показали, что даже небольшое снижение температуры может служить нейрозащитой, и это позволяет предположить воздействия гипотермии другими путями, а не только с помощью снижения клеточного обмена. Одна вызывающая доверие гипотеза основана на последовательности реакций, возникающих после дефицита кислорода, в частности, связанных с ионным гомеостазом. В конкретном случае младенцев с перинатальной асфиксией, вероятно, апоптоз служит основной причиной гибели клеток, и лечение с помощью гипотермии энцефалопатии новорождённых прерывает апоптический путь обмена. В общем, гибель клеток напрямую не связана с дефицитом кислорода, а происходит по косвенным причинам в результате каскада последующих событий. Клеткам требуется кислород для производства молекулы АТФ, используемой клеткой для хранения энергии, и клеткам нужен АТФ для регулирования внутриклеточного уровня ионов. АТФ используется одновременно для снабжения важными ионами, необходимыми для клеточных функций, и для удаления ионов, которые вредны для клеточных функций. Без кислорода клетки не могут производить необходимый АТФ для регулирования уровня ионов и поэтому не могут предотвратить приближения концентрации ионов в клеточной среде к уровню в окружающей среде. Не сам дефицит кислорода приводит к гибели клеток, а, скорее, без кислорода клетка не может производить АТФ, который требуется ей для регулирования концентрации ионов и поддержания гомеостаза.
Примечательно, что даже небольшое падение температуры способствует стабильности клеточной мембраны в периоды дефицита кислорода. По этой причине снижение температуры тела помогает предотвратить приток нежелательных ионов при ишемическом инсульте. Делая клеточную мембрану менее проницаемой, гипотермия помогает предотвратить каскад реакций, компенсирующих дефицит кислорода. Даже умеренное снижение температуры укрепляет клеточную мембрану, помогая свести к минимуму любые нарушения клеточной среды. Именно замедление процесса нарушения гомеостаза, вызванного блокадой кровообращения, многие теперь считают основой способности гипотермии сводить к минимуму травму в результате ишемического поражения.
Лечение гипотермией может также содействовать снижению реперфузинного повреждения, вызываемого окислительным стрессом, когда восстанавливается кровоток к ткани после ишемии. При реперфузии возникают различные иммунные воспалительные реакции. Эти воспалительные реакции приводят к повышенному внутричерепному давлению, которое ведет к повреждению клеток и в некоторых ситуациях к их гибели. Было показано, что гипотермия помогает снизить внутричерепное давление и таким образом свести к минимуму вредное влияние воспалительных иммунных реакций пациента при реперфузии. Возникающее при реперфузии окисление также увеличивает производство свободных радикалов. Поскольку гипотермия снижает одновременно внутричерепное давление и производство свободных радикалов, то это может служить другим механизмом проявления лечебного эффекта гипотермии.

## Методология терапевтической гипотермии
Лечение гипотермией следует начинать как можно скорее для пациентов с возможным ишемическим поражением, поскольку со временем эффективность гипотермии как нейрозащитного средства снижается. Многие данные по моделям на животных позволяют считать, что чем раньше проводится гипотермия, тем лучше исход для испытуемого. Однако лечение гипотермией даёт частичный эффект, даже если его начать через 6 часов после коллапса. За пациентами, вводимыми в состояние гипотермии, необходимо пристально следить. Клиницисты должны постоянно помнить о связанных с гипотермией побочных эффектах. Эти побочные эффекты включают аритмию, снижение порога коагуляции, повышение риска инфекции и увеличение риска нарушения баланса электролитов. Медицинские данные позволяют предполагать, что эти побочные эффекты можно смягчить только при соблюдении необходимого протокола. Врачи должны избегать уменьшения температуры ниже целевого значения, поскольку тяжесть побочных эффектов гипотермии увеличивается при снижении температуры тела пациента. Принятые медицинские стандарты устанавливают, что температура пациента не должна падать ниже порога в 32°C (90°F).
Перед началом лечения гипотермией следует ввести фармакологические средства для контроля дрожи. Когда температура тела падает ниже определённого порога, обычно около 36 °C (97 °F), пациент начинает дрожать. Вне зависимости от методики, используемой для введения гипотермии, пациенты начинают дрожать при падении температуры ниже этого порога. К препаратам, которые чаще всего используют для предотвращения дрожи при лечении гипотермией, относятся десфлуран и петидин (меперидин или демерол).
Клиницисты должны медленно и непрерывно согревать пациента, чтобы избежать вредных всплесков внутричерепного давления. Чтобы избежать повреждений, согревание пациента должно происходить со скоростью не более 0,17 °C в час, либо стадия согревания от 33 до 37 °С должна длиться не менее 24 часов. Действительно, большинство летальных случаев, вызванных лечением гипотермией, происходит на протяжении стадии согревания, но эти летальные случаи можно легко исключить с помощью медленного и аккуратного согревания.

## Методы осуществления терапевтической гипотермии
Медицинские методы введения гипотермии разделяются на две категории: инвазивные и неинвазивные.

### Инвазивные методы осуществления терапевтической гипотермии

#### Охлаждение через катетер
Специальные охлаждающие (теплообменные) катетеры вводят в бедренную вену. Охлаждённый физиологический раствор циркулирует через покрытую металлом трубку или баллон. Физиологический раствор охлаждает весь организм пациента, снижая температуру крови пациента. Катетеры снижают температуру со скоростью в интервале 1,5-2,0 °C в час. С помощью применения сложного устройства управления удается устанавливать с помощью катетеров температуру тела в пределах 1 °C от целевого значения. Такая точность позволяет врачам избежать многих трудностей, связанных со слишком глубоким уровнем гипотермии. Более того, катетеры позволяют повышать температуру с постоянной скоростью, что позволяет исключить вредное влияние повышения внутричерепного давления.
Побочные эффекты, связанные с этой методикой, включают кровотечение, инфекции, прокол сосуда и тромбоз глубоких вен. Особенно опасны инфекции, вызванные охлаждающими катетерами, поскольку реанимируемые пациенты крайне подвержены осложнениям при инфекциях. Кровотечение также создаёт существенную опасность для пациента в связи со сниженным порогом коагуляции за счёт гипотермии. Этот риск тромбоза глубоких вен, вероятно, является самым главным осложнением. В одном исследовании обнаружили, что частота тромбоза глубоких вен увеличивается на 33 %, если катетер остаётся в пациенте до 4 дней и на 75 %, если катетер оставляют в пациенте на 4 дня и более. Тромбоз глубоких вен можно представить как образование сгустков крови в глубокой вене, обычно бедренной вене. Это проявление становится смертоносным, если сгусток переносится в лёгкие и вызывает лёгочную эмболию. Более того, катетер закрывает доступ врачу к бедренной вене, которую обычно используют для множества других, необходимых медицинских операций, включая ангиографию венозной системы и правых отделов сердца. В отличие от неинвазивных методов, которыми могут пользоваться медицинские сестры, установку катетеров охлаждения должен проводить врач, хорошо подготовленный и знакомый с методикой. Задержка между моментом определения, что пациент может получить выгоды от такого лечения, и прибытием интервенционного радиолога или другого врача для установки катетера, может свести к нулю выгоды более быстрого охлаждения, обеспечиваемого методами с вмешательством.

### Неинвазивные методы осуществления терапевтической гипотермии

#### Охлаждаемое водой одеяло или жилет на торс и аппликаторы на ноги
Технология охлаждаемого водой одеяла состоит в том, что холодная вода циркулирует через теплообменное одеяло (чаще всего пару одеял - сверху и снизу пациента) или облегающий жилет на торс плюс аппликаторы на ноги. Для снижения температуры с оптимальной скоростью медицинский работник должен покрыть теплообменными одеялами не менее 70 % площади поверхности тела пациента. Эта методика регулирования температуры пациента была известна ещё в 1950-е годы, однако она и сегодня остаётся золотым стандартом лечения. Это лечение относится также к лучше всего изученным средствам управления температурой тела пациента. Охлаждаемые водой одеяла снижают температуру пациента исключительно за счёт охлаждения кожи пациента и поэтому не требуют проведения хирургических вмешательств в клинике с постановкой теплообменных катетеров и не вызывают осложнений, которые возникают при инвазивной методике, включая инфекции, коагулопатии, увеличения времени лечения пациента в стационаре.
Если лечение с помощью охлаждаемых водой одеял проводить одновременно с внутривенным введением двух литров физиологического раствора, то пациента можно охладить до 33 °С достаточно быстро - всего за 65 минут.
Большинство аппаратов для неинвазивного метода терапевтической гипотермии сегодня поставляется с датчиками внутренней температуры. При их установке в прямой кишке (или в пищеводе, в пазухах носа, в желудочках мозга) пациента можно следить за внутренней температурой тела, и постоянная обратная связь с аппаратом позволяет регулировать охлаждаемое водой одеяло для получения нужной температуры тела пациента. Раньше некоторые модели аппаратов охлаждения приводили к чрезмерному понижению температуры ниже целевого значения и охлаждению пациентов до уровня ниже 32 °C (90 °Ф), что вызывало усиление побочных эффектов. Они также согревали пациента со слишком большой скоростью, что приводило к скачкам внутричерепного давления. В некоторых новых моделях аппаратных устройств установлено более изощренное программное обеспечение, которое предотвращает такие недостатки с помощью использования более тёплой воды при приближении температуры в процессе охлаждения к заданному значению. Некоторые новые аппараты имеют также сегодня 3 скорости охлаждения и согревания, и скорость согревания одного из таких аппаратов позволяет согревать пациента в автоматическом режиме с очень низкой, черепашьей скоростью всего в 0,17 °С в час, позволяя проводить согревание от 33 до 37 °С в течение 24 часов.